# Jovan Aćimović
Jovan Aćimović (Belgrado, 21 giugno 1948) è un ex calciatore jugoslavo, di ruolo centrocampista.

## Carriera

### Club
Diventò famoso come centrocampista centrale, ma oggi si direbbe "trequartista", più propenso all'assist che non al tiro in rete. Giocò per la Stella Rossa e si mostrò fin da giovane dotato di un buon destro. Era carente in rapidità, causa la figura tozza e due gambe sproporzionatamente muscolose (alto 1,76 pesava 78 kg). Con la squadra di Belgrado ha vinto quattro campionati della RSF di Jugoslavia e tre Coppe di Jugoslavia.
All'inizio della stagione 1976-1977 si trasferisce in Germania Ovest, al Saarbrücken, prima di tornare in patria e chiudere la carriera al Sinđelić Belgrado.

### Nazionale
Nella nazionale jugoslava conta 55 presenze e 3 gol; partecipa ai Europei del 1968, terminati con il secondo posto dei Plavi medaglia d'argento, sconfitti in finale dagli "azzurri". Prende parte anche ai Mondiali del 1974 e agli Europei del 1976.

## Palmarès

### Club

#### Competizioni nazionali
- Campionato jugoslavo: 4

Stella Rossa: 1967-1968, 1968-1969, 1969-1970, 1972-1973
- Coppa di Jugoslavia: 3

Stella Rossa: 1967-1968, 1969-1970, 1970-1971

##### Competizioni internazionali
- Coppa Mitropa: 1

Stella Rossa: 1967-1968